# 울라운산
울라운산(Ulawun)은 파푸아뉴기니의 뉴브리튼섬에 있는 화산이다. 이 화산은 활화산이며, 성층 화산이다. 1700년의 첫 분화 이래로 계속 분화하고 있으며, 최근에도 분화를 계속하고 있다. 지금은 많은 수증기를 내뿜으며, 위험화산 연구계획이 발표한 16개 위험 활화산 중 하나이다.